# Cellosaurus
Cellosaurus je databáze znalostí o buněčných liniích. Je dostupná on-line ze serveru ExPASy. Jejím cílem je zpřístupnit informace o všech buněčných liniích obratlovců i bezobratlých využívaných v biomedicínském výzkumu. 

## Zaměření a obsah databáze
V obsahu databáze Cellosaurus najdeme imortalizované linie, přirozené imortalizované linie i buněčné linie s omezeným počtem dělení. Zdrojem těchto buněk jsou organismy obratlovců i bezobratlých, od člověka po hmyz. Zahrnuty ale nejsou informace o rostlinných či primárních liniích. V roce 2018 bylo v databázi uvedeno 101 528 linií z 590 druhů, z nichž byli nejvíce zastoupeni člověk (75 %) a myš (17 %).
Informace ke každé buněčné linii většinou zahrnují její označení, přístupové číslo, druh organismu a kategorii buněk. Často zmiňovány jsou synonyma pro tutéž buněčnou linii a dodatečné charakteristiky zdrojového organismu jako je stáří v době odebrání buněk či pohlaví. Uváděny jsou i spojitosti buněčné linie s onemocněními, způsob kultivace a využití v biotechnologii. Dle tohoto je někdy linie přiřazena do skupiny. Nechybí ani reference na literaturu a markery STR.
Velkým problémem u buněčných linií je kontaminace, ať už se jedná o kontaminaci mikroorganismy nebo tzv. kros-kontaminaci, při které je určitá buněčná linie smíchána s jinou. Kros-kontaminaci lze testovat pomocí markerů STR, které se poté porovnávají nástrojem Cell Line Autentication using STR (CLASTR) v rámci Cellosauru.

## Zajímavosti
- Tvůrcem Cellosauru je Amos Bairoch ze Swiss Institute of Bioinformatics.[3]
- Databáze je aktualizována nejméně 4x za rok a o změnách informuje na Twitteru (@cellosaurus).[2]
- Cellosaurus je možno prohlížet nejen online, ale také stáhnout ve formátech strukturovaného textu, OBO a XML.[2]